# 東源寺 (我孫子市)
東源寺（とうげんじ）は、千葉県我孫子市にある曹洞宗の寺院。

## 概略と沿革
1540年（天文9年）、北条氏康の開基である。
境内の本堂左手前には、千葉県天然記念物（1935年〈昭和10年〉8月23日指定）のカヤ「東源寺の榧ノ木」がある。現地の標識には江戸時代後期を生きた光音禅師が植えたことが記されており、樹齢は200年以上 - 約250年ほどと推測され、樹高は16メートル、幹回りは4.5メートルに及ぶ大木である。種は虫下しの薬として配られることもあったという。

## 交通アクセス
- JR東日本常磐線天王台駅より徒歩20分。